# Secretario de la Cámara de Representantes de los Estados Unidos
El secretario de la Cámara de Representantes de los Estados Unidos (en inglés: Clerk of the United States House of Representatives), o simplemente secretario de la Cámara (en inglés: Clerk of the House), es el principal funcionario legislativo de la Cámara de Representantes de los Estados Unidos. El cargo está establecido por la segunda sección del artículo 1 de la Constitución de los Estados Unidos: «la Cámara de Representantes elegirá a su presidente y demás funcionarios», y sus principales funciones son certificar la aprobación de proyectos de ley, entregar mensajes al Senado y colocar el sello de la Cámara en todos los documentos formales. El actual secretario es Kevin McCumber, interino desde el 1 de julio de 2023.
El secretario es elegido al principio de un nuevo congreso mediante una resolución, junto a los demás funcionarios de la Cámara de Representantes. En nueve ocasiones previas a la guerra civil, la elección del secretario llevó más de una votación.

## Historia
El 1 de abril de 1789, la Cámara de Representantes reunió cuórum por primera vez y eligió a Frederick Muhlenberg como su presidente y a John Beckley, de Virginia, como su primer secretario. Los primeros cinco secretarios (incluido Beckley) se desempeñaron ex officio como bibliotecarios del Congreso de los Estados Unidos. Con un total de 36 secretarios, trece sirvieron en el Congreso antes o después de sus mandatos.
En la primera reunión del 26.º Congreso, en diciembre de 1839, el secretario de la Cámara, Hugh Garland, omitió los nombres de cinco whigs de Nueva Jersey en el pase de lista. Después de días de debate, los whigs no ocuparon sus escaños, creando efectivamente una mayoría demócrata en una Cámara estrechamente dividida. Solo entonces se completó el pase de lista y se eligió un presidente. Algo parecido ocurrió en 1863, al comienzo del 38.º Congreso en plena guerra civil, el secretario de la Cámara, Emerson Etheridge, pasó lista, excluyendo a 16 miembros de cinco estados unionistas (Maryland, Misuri, Virginia Occidental, Kansas y Oregón) e incluyendo a tres miembros de Luisiana. El esfuerzo fracasó, se hizo una moción para agregar las delegaciones que faltaban y luego se eligió al presidente de la Cámara. Edward McPherson fue elegido para reemplazar a Etheridge como secretario.
Dos años más tarde, en diciembre de 1865, mientras se determinaba el camino de la Reconstrucción, McPherson omitió los nombres de los miembros electos de Tennessee, Virginia y Luisiana en el pase de lista en el primer día del 39.º Congreso y no permitió interferencias ni interrupciones durante su llamada. Después de un debate, en el que un miembro electo de Tennessee trató de obtener fallidamente el reconocimiento en el recinto, Thaddeus Stevens hizo una moción para proceder a la elección del presidente. Hasta la década de 1830, el secretario preparaba el pase de lista junto al Comité de Elecciones.

## Responsabilidades
Las funciones del secretario de la Cámara se fueron definiendo a lo largo del 1.er Congreso y están establecidas en la regla II del reglamento de la Cámara de Representantes. Al principio de cada congreso, el secretario preside la sesión hasta que se elija un presidente, preparando la lista oficial de los miembros electos y preservando el orden y el decoro. Luego de un período de sesiones, el secretario prepara e imprime el Diario de la Cámara y lo distribuye entre los representantes y el poder ejecutivo y legislativo de los estados. Recibe y entrega mensajes al Senado, conserva material bibliográfico perteneciente a la Cámara, supervisa la oficina de cualquier representante fallecido, expulsado o que renunció hasta la elección de un nuevo miembro; sella cualquier documento emitido por la Cámara y certifica todos los proyectos de ley y resoluciones conjuntas. Además, administra la exhibición de obras de arte y bienes materiales del Congreso que se encuentren en lugares bajo el control de la Cámara de Representantes (como el ala sur del Capitolio o los edificios de oficinas de la Cámara). Después de un censo nacional, es responsable de informar a los gobiernos estatales la nueva cantidad de escaños que su estado tiene en el Congreso.